# Max Kupfer (Marineoffizier)
Max Kupfer (* 22. September 1897 in Dommitzsch; † nach 1977) war ein deutscher Marineoffizier, zuletzt Kapitän zur See der Kriegsmarine, eingebunden in das Unternehmen Walküre, CDU-Politiker und Bürgermeister von Neumünster.

## Leben
Max Kupfer trat im Oktober 1913 als Schiffsjunge in die Kaiserliche Marine ein.
1919/20 war er als Freikorps-Mitglied in Berlin.
Anschließend wurde er in die Reichsmarine als Seeoffiziersanwärter übernommen und war von Oktober 1921 bis April 1922 an der Marineschule. 1923 wurde er zum Leutnant zur See befördert. Am 1. April 1925 zum Oberleutnant zur See befördert, war er 1931 Kommandant des Artillerieschulbootes Drache.
In der Kriegsmarine war er von 1936, ab 1. Oktober 1936 Korvettenkapitän, bis 1938 als Referent für den Nachrichtendienst im OKM in der Abteilung Marinenachrichtendienste. Von September 1939 bis zur Auflösung im September 1940 war er als Fregattenkapitän 4. Asto beim Marinegruppenkommando Ost, dann in gleicher Funktion beim Marinegruppenkommando Nord. Am 1. Juni 1942 wurde er zum Kapitän zur See befördert. Beim Marinenachrichtendienst wurde er von Februar 1943 Chef der Abteilung Nachrichtenübermittlungsdienst (MND II).
Basierend auf seinen Ausführungen von 1957 gegenüber dem Institut für Zeitgeschichte lässt sich Folgendes zu seiner Einbindung in das Unternehmen Walküre zusammenfassen: in der Funktion als Chef der Abteilung Nachrichtenübermittlungsdienst wurde Kupfer 1943 nach Berlin in den Bendlerblock kommandiert. Dort wurde er von Berthold von Stauffenberg und Alfred Kranzfelder aufgesucht und eine politische Diskussion wurde ohne geeignetes Ergebnis geführt. Kupfer konnte anschließend feststellen, dass der Marineangehörige Dr. Sydney Jessen beide zu ihm geschickt hatte. Bereits 1933 diente er gemeinsam mit Jessen, welcher den Kontakt zu Berthold von Stauffenberg aufgebaut hatte, mit welchem er politische Einschätzungen austauschte und persönliche Verbindungen pflegte. Bei einer zweiten Zusammenkunft wurde Kupfer in die Umsturzpläne eingeweiht und um die Unterstützung gebeten. Es sollte erreicht werden, dass wichtige Nachrichten weitergeleitet, aber Nachrichten der nationalsozialistischen Machthaber blockiert werden würden. Nachdem er sich mit Jessen besprochen hatte und auch die technischen Gegebenheiten durchdacht hatte, willigte Kupfer in die Unterstützung ein. In der Folge wurde gemeinsam von Kupfer, Jessen und Kranzfelder abgestimmt, dass die Marine nicht in der Vorbereitung des Widerstands aktiv einzubinden sein, da der Nutzen der Marineverbände als zu gering angesehen wurde. Hierdurch war klar, dass Kupfer nur die Aufgabe der Nachrichtenübermittlung zufiel und keine weitere Aktivitäten erforderlich schienen. Nach einem erneuten alliierten Luftangriff auf Berlin, wurde die Abteilung von Kupfer auf dem Bendlerblock verlegt und in der Folge gestaltete sich die Kommunikation schwieriger, wobei aber fast tägliche Treffen in Eberswalde zum Austausch stattfanden. Durch die Verteilung der ursprünglich im Bendlerblock vereinten Einheiten konnte er nicht mehr sicherstellen, dass die für das Unternehmen relevanten Fernschreiben reibungslos weitergegeben werden konnten. Kupfer teilte Anfang 1944 Berthold von Stauffenberg mit, dass er doch kaum Unterstützungsmöglichkeit sehen würde. Im Sommer 1944 verunglückte Kupfer beim Sport und musste längere Zeit in ein Krankenhaus. Der direkte Kontakt zur Gruppe brach bis Mitte Juli 1944 dadurch ab. Von Kranzfelder erfuhr er vom bevorstehenden Attentat, wurde aber instruiert, die für die Tage vorgesehenen Veranstaltungen wahrzunehmen. Er selbst wurde erst mal nicht befragt, konnte einen Erholungsurlaub antreten und erfuhr, dass Stauffenberg und Kranzfelder ermordet und Jessen festgenommen worden waren. In der Folge wurde er weder vernommen noch anderweitig belastet. Von Januar 1944 bis Kriegsende war er als Nachfolger von Heinz Bonatz Chef der Abteilung Funkaufklärung (MND III) beim Marinenachrichtendienst.
Nach dem Krieg wechselte er ab August 1945 zum neu gegründeten Deutschen Pressedienst. Ab 1948 war er Geschäftsführer der von Johanna Bödeker gegründeten Gesellschaft für Sozialproblem-Forschung e. V..
Zusätzlich war er ab 1945 beim Aufbau der CDU in Neumünster aktiv, wo er später, nachdem er dort erst Stadtrat war, Bürgermeister wurde. Im November 1948 wurde er durch den Stadtrat erst zum ehrenamtlichen Bürgermeister von Neumünster gewählt, bevor er am 28. April 1950 unter dem Oberbürgermeister Hugo Voß (SPD) hauptamtlicher Bürgermeister wurde und blieb dies auch ab 28. April 1950 unter dem Nachfolger Walther Lehmkuhl (SPD). Als Leiter des Heimattierpark Neumünster war er an dessen Wiederaufbau nach dem Krieg und dem Ausbau maßgeblich beteiligt. In dieser Funktion war er im Directory of the Public Aquaria of the World aktiv. Zum 30. Juni 1962 wurde er in den Ruhestand versetzt.
1977 erhielt Kupfer die Caspar-von-Saldern-Verdienstmedaille verliehen.

## Werke (Auswahl)
- Die strategische Verteilung der Hauptflotten im Hinblick auf ihre Friedens- und Kriegsaufgaben. In: Marine-Rundschau, Heft 6, 1936.
- Die Rolle der Kampfschiffe II. Ordnung. In: Marine-Rundschau, Heft 4, 1938.
- Die verschiedenen Aufklärungsmittel des Seekrieges, ihre Stärken und ihre Schwächen. In: Marine-Rundschau, Heft 9, 1939.
- Mitarbeit und Beitrag Der Nachrichtendienst im Seekrieg in Unser Kampf zur See. F. Bruckmann, 1940.